# کوه‌های مه‌آلود
کوه‌های مه آلود در رشته داستان‌های جی. آر. آر. تالکین رشته کوه اصلی و مهمی در سرزمین میانی است و یکی از نشانه‌های جغرافیایی این سرزمین است. نام‌های دیگر این رشته کوه چندان شناخته شده نیست اما عبارتند از: هیتائگلیر که در زبان سینداری به معنی خط اوج مه است همچنین به این رشته کوه برج‌های مه نیز گفته می‌شود. طول این رشته کوه نزدیک به ۱۴۴۰ کیلومتر است.

## موقعیت
کوه‌های مه آلود در شمال از کارن دوم تا دُل باران در جنوب کشیده شده است؛ و سدی جداکننده از ناحیه‌های مختلف سرزمین میانی از جمله اریادور و روانیون است.
بیشتر بخش شمالی این رشته کوه از کارن دوم تا کوه گونداباد است که به نام کوه‌های آنگمار شناخته می‌شود. کوه گونداباد جایی بود که دورین از آن به پاخاست اما بعدها تبدیل به زیستگاه اورک‌ها شد. کوه گرام زیستگاه دیگر اورک‌ها بود که از این منطقه دور نبود. کوه گونداباد در سمت شرق رشته کوه بود که عملاً به بخش غربی کوه‌های خاکستری پیوند خورده بود. فاصلهٔ استراتژیک میان این دو منطقهٔ کوهستانی ۱۰ مایل است.
پادشاهی کوتوله‌ها در سرزمین میانی در خزد-دوم یا موریا بود که در مرکز رشته کوه قرار داشت. سه بلندی اصلی کوه‌های موریا عبارت بودند از: کارادهراس (شاخ قرمز و گذرگاه‌هایش)، سلبدیل و فانوئیدُل (سر ابری).
در زیر سلبدیل بخش اصلی خزد-دوم قرار داشت که از جملهٔ آن راه پلهٔ بی پایان بود که به دست کوتوله‌ها ساخته شده بود و کوهپایه را به نوک قله پیوند می‌داد.